# 977
سنة 977 م كانت سنة بسيطة تبدأ يوم الإثنين (الرابط يظهر نموذج التقويم الكامل للسنة) من التقويم اليولياني.

## أحداث
- الأمير المغراوي خزرون بن فلفول يزحف على سجلماسة مستغلا الصراع الذي نشب بين أمراء بني مدرار كفرصة سانحة، فانتصر عليهم واستولى على المدينة.

## مواليد
- ابن مهريزد

## وفيات
- ابن قوطية